# Richard Dale

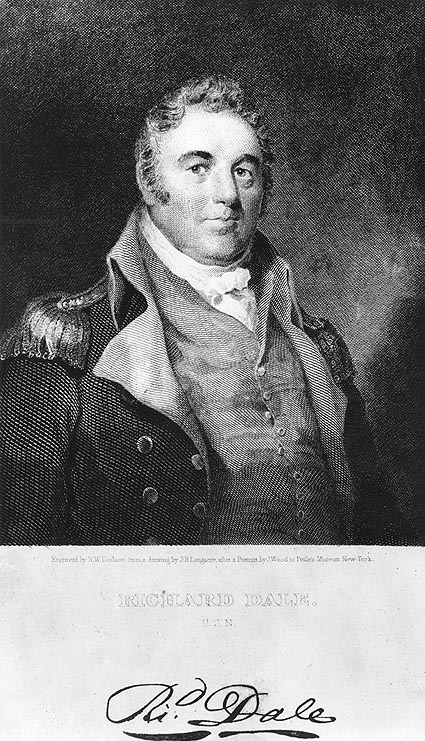
Richard Dale

Richard Dale (Norfolk (Virginia), 6 november 1756 - Philadelphia (Pennsylvania), 26 februari 1826) was een officier in de Amerikaanse Marine van de toenmalige, nog jonge Verenigde Staten. Hij vocht tegen de Britten en later werd hij Commodore van de Marine in de Middellandse Zee, in de Eerste Barbarijse Oorlog tegen de Tripolitaanse piraten.

## Levensloop
Dale werd aangesteld en benoemd tot midshipsman in de Continental Navy in 1776 als twintigjarige cadet. Hij werd echter gevangengenomen door de Britten in 1777, terwijl hij dienstdeed op de Continentale brik "Lexington". Dale werd gevangengezet in Mill Prison in Engeland, maar ontsnapte naar Frankrijk, om deel te nemen in de strijd, samen met John Paul Jones. Hij werd eerst luitenant op de "Bonhomme Richard" wanneer ze de "Serapis" veroverden in een opgedragen samenwerking van 23 september 1779. Tijdens 1781 en 1782 kreeg hij het bevel als Commodore over het Mediterrane Smaldeel in de strijd tegen Tripoli in 1801.
Commodore Richard Dale nam ontslag uit de Marine op 17 december 1802 en stierf in 1826 op 69-jarige leeftijd.